# Вандер Йоханнес де Гааз
Вандер Йоханнес де Гааз (Хаас, Хааз) (нід. Wander Johannes de Haas) (нар. 2 березня 1878, Ліссе поблизу Лейдена, Нідерланди — пом. 26 квітня 1960, Білтховен) — голландський фізик та математик, відомий відкриттям декількох важливих магнітних явищ. Очолював кріогенну лабораторію імені Г. Камерлінг-Оннеса. Дійсний член Нідерландської академії наук (1922).

## Біографія

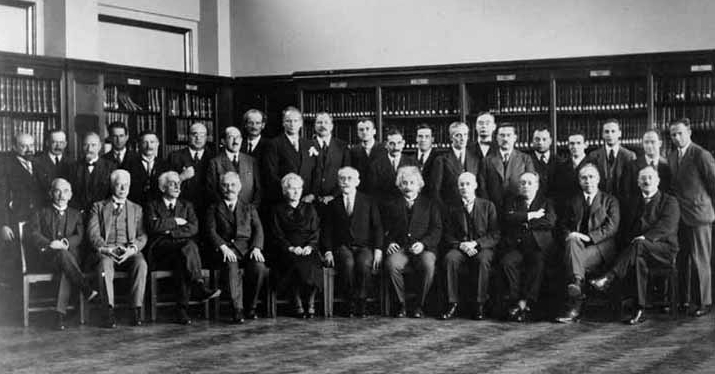
Де Гааз на Сольвеєвському конгресі 1930 року, крайній праворуч серед тих, що сидять (п'ятий праворуч — Ейнштейн).

Народився у сім'ї викладача. Закінчив середню школу в Мідделбурзі (1895), він спочатку став вивчати право, але незабаром вирішив вчитися на фізика і в 1900 вступив до Лейденського університету. Серед його вчителів був знаменитий фізик-експериментатор Гейке Камерлінг-Оннес, під керівництвом якого він захистив дисертацію в 1912 році.
У 1910 році де Гааз одружився зі старшою донькою Лоренца, у них народилися двоє синів і дві дочки.
З 1917 по 1922 — професор Вищої технічної школи в Делфті, пізніше 2 роки працював в Гронінгенському університеті. З 1924 по 1948 рік — професор Лейденського університету та директор кріогенної лабораторії імені Г. Камерлінг-Оннеса.

## Наукова діяльність
Основні праці — з фізики низьких температур та надпровідності. Де Гааз першим зумів отримати рекордно низьку температуру 0,0002 К. За ці дослідження в 1934 був нагороджений медаллю Румфорда.
У 1915 році спільно з А. Ейнштейном експериментально виявив ефект Ейнштейна-де Гааза: тіло при намагнічуванні навколо деякої осі набуває щодо цієї осі обертальний момент, пропорційний намагніченості. У 1930 році разом з Л. В. Шубниковим відкрив ефект Шубникова — де Гааза: при низьких температурах електричний опір вісмуту залежить від зворотної величини магнітного поля. В 1931 де Гааз і П. ван Альфен (van Alphen) відкрили осциляторну залежність магнітної сприйнятливості металів від напруженості зворотнього магнітного поля (ефект де Гааза — ван Альфена).